# Théâtre Gong
Pour les articles homonymes, voir Gong.
Le Gong (en tchèque Divadlo Gong) est un théâtre situé à Prague en Tchéquie.

## Description
Il est situé rue Sokolovská, dans le quartier de Libeň à Prague 9. Il dispose de deux salles. La plus grande a une capacité de 240 spectateurs, la plus petite de 60,. Le café du théâtre Dřímota est également ouvert pendant les représentations. L'aile sud-ouest du bâtiment est louée par la compagnie d'assurance Slavia (Slavia pojišťovna (cs)).

## Histoire

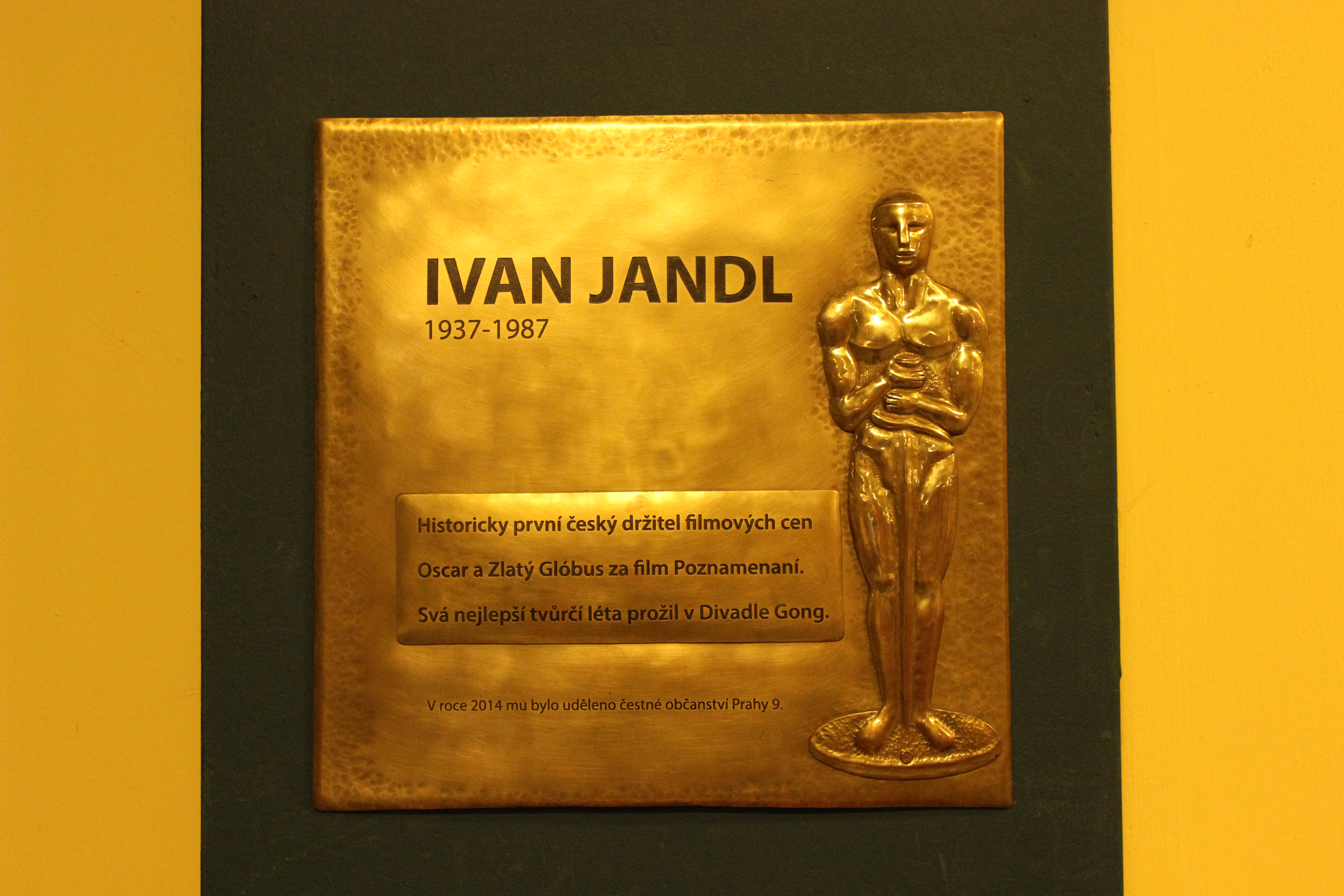
Plaque commémorative d'Ivan Jandl.

Le bâtiment du théâtre a été construit dans les années 1950.
L'acteur et metteur en scène Ivan Jandl (cs) est le premier directeur du théâtre. Sous sa direction, y jouent, entre autres, Jana Hlaváčová (cs), Naďa Konvalinková (cs) et Hynek Bočan. Sa plaque commémorative se trouve dans le foyer du théâtre. Avant de déménager à Dobeška, le Divadlo Sklep (cs) s'y produit aussi. En 1983, la commissaire d'exposition Alena Potůčková (cs) y organise une exposition intitulée « Tableaux et sculptures d'artistes interdits par le régime alors en place en Tchécoslovaquie »,.
Après les inondations de 2002, les locaux sont utilisés par le Divadlo v Dlouhé (cs), dont les locaux précédents ont été détruits par l'inondation. La pièce Lajka, Čchin a Gagarin d'Aurel Klimt (cs), y est créée. Elle est adaptée ensuite au cinéma sous le titre Lajka.
À la fin de l'été 2008, une exposition de modélisme ferroviaire y a lieu. En 2009-2010, la scène est rénovée pour une valeur de près de six millions de CZK, au cours de laquelle, entre autres, un auditorium rétractable est installé,. En plus des représentations de théâtre classique, le théâtre Gong accueille également des concerts, des conférences, des cours d'art et des événements pour les enfants. Le Gong est la scène d'accueil de la troupe de théâtre AHA!, qui se concentre sur les spectacles pour les enfants et les jeunes.
Devant le bâtiment du théâtre se trouve l'arrêt de tramway Divadlo Gong, à environ 400 mètres se trouve la station de métro Českomoravská.